# Hendrick Lilanga
Hendrick Lilanga (nar. 20. října 1974) je současný tanzanský malíř žijící v Dar es Salaamu. Pochází z kmene Makonde a je vnukem slavného malíře a řezbáře George Lilangy. Hendrickovi se ze všech spolupracovníků a žáků podařilo posunout styl George Lilangy nejdále. Kvalitou provedení a počtem zvládnutých technik svého děda zřejmě překonal. Mnoho umělců se pokoušelo o totéž, například Tomas January a do jisté míry i děti George Lilangy Costa a Bernard, ale zdá se, že Hendrick pokročil nejvíce. Není se co divit. Jako malíř se připojil ke svému dědečkovi již v roce 1993.

## Umělecké techniky
První technika, kterou George Lilanga svého vnuka naučil, byla malba vodovými barvami na kozí kůži. Hendrick však sám vynalezl nové designy a brzy začal skicovat pro Noela Kapandu (po roce 1995) a pro Mchimbiho (pravděpodobně po roce 2003). Byl to také Hendrick, který začal malovat olejovými, později vodovými barvami na tykve (tzv. kalabaše).
V letech 2007 a 2008 navštívil Rakousko, kde si osvojil grafickou techniku leptání, a je jedním z mála umělců v Tanzanii, kteří tuto techniku ovládají. Ovládá také kaligrafii a kombinuje akvarel a olej na plátně. Nejčastěji maluje akrylovými barvami.

## Náměty a styl
Častým námětem Hendrickových obrazů je tradiční a současný život v Tanzanii. Postavy na obrazech tancují, křepčí, smějí se, vaří, nosí nádoby a jídlo, rozmlouvají mezi sebou atp. Podobné postavy v dílech George Lilangy jsou považovány za ďáblíky, zatímco Hendrick o nich referuje většinou jako o lidech při všedních činnostech. Malby jsou většinou barevně výrazné a syté a téměř výlučně figurativní. Své obrazy někdy doplňuje Hendrick o krátké příběhy.

## Kontroverze
Děti George Lilangy Costa a Bernard popírají, že je Hendrick Lilanga vnukem slavného umělce, a dokonce po smrti svého otce usilovaly o to, aby Hendrik přestal užívat jako malíř jméno Lilanga. Podle dostupných svědectví je ale Hendrickova matka (Josephine Georgi Lilanga) prvorozenou dcerou George Lilangy.

## Lilanga v České republice
V České republice není jméno Lilanga příliš známé. Naproti tomu ve světě je George Lilanga jedním z nejvyhledávanějších afrických umělců a jeho obrazy licencují proslulé módní značky. Hendrickovi se zatím nepodařilo dosáhnout slávy svého děda, ale již dnes kupují jeho obrazy sběratelé až za stovky eur. Prvním licenčním projektem s Hendrickovými malbami v České republice je Extrémní pexeso Lilanga (publ. 2012).